# Йеше Дордже

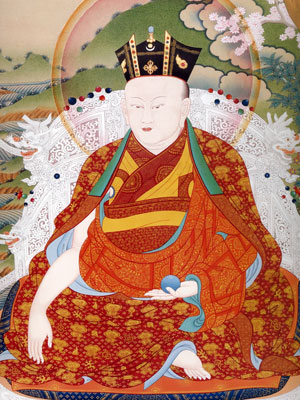
Одиннадцатый Кармапа, Йеше Дордже

Йеше Дордже (1676—1702), Одиннадцатый Гьялва Кармапа, глава школы Кагью Тибетского буддизма.
Йеше Дордже родился в Мечуке, Кхам. Он был найден Минджуром Дордже и узнан Йеше Ньингпо, Седьмым Шамарпой. Йеше Дордже был отправлен в Центральный Тибет для обучения и был возведен на трон в монастыре Цурпху. Он получил полное образование школ Кагью и Ньингма. Йеше Дордже распространял учения терма Падмасамбхавы в школе Кагью.